# Länsväg O 2014
Länsväg O 2014 är en övrig länsväg i Sverige som går mellan Lilla Edet i Lilla Edets kommun och Torpabron på gränsen mellan Lilla Edets- och Trollhättans kommun. I båda ändar ansluter väggen till E45.
Väggen byggdes då E45 byggdes om till motorväg.
I samband med ett skyfall den 28 juli 2024 skada väggen strax norr om Lilla Edet.

## Korsningar och anslutningar
|  | Nr | Namn                  | Skyltning                                   |
|  | -- | --------------------- | ------------------------------------------- |
|  | 96 | Norra Lilla Edetmotet | E 45 Göteborg, Karlstad, 167 mot Ljungskile |
|  |    |                       | 2012 mot Åsbräcka                           |
|  |    |                       | 2007 mot Rudet                              |
|  |    | Torpabron             | E 45 mot Göteborg, Karlstad                 |